# Neptis mindorana
Neptis mindorana är en fjärilsart som beskrevs av Felder 1863. Neptis mindorana ingår i släktet Neptis och familjen praktfjärilar. Inga underarter finns listade i Catalogue of Life.